# 陶波金翅雀鯛
陶波金翅雀鯛（學名：Chrysiptera taupou），又稱陶波刻齒雀鯛，是輻鰭魚綱鱸形目雀鯛科金翅雀鯛屬的其中一種，分布於西太平洋區，從珊瑚海至薩摩亞群島海域，深度0至10公尺，本魚體呈橢圓形而側扁，背鰭硬棘13枚、背鰭軟條12-13枚、臀鰭硬棘2枚、臀鰭軟條13-14枚，體長可達8.2公分，棲息在潟湖及外海珊瑚礁，以浮游生物為食，繁殖期成對出現，雄魚會守護魚卵至孵化，生活習性不明，可作為觀賞魚。